# Pierce College, Los Ángeles
Los Angeles Pierce College, también conocido como Pierce College y Pierce, es un colegio comunitario que sirve 22,000 estudiantes cada semestre. Localizado en los Chalk Hills del norte de Woodland Hills, una comunidad dentro del Valle de San Fernando, una región de la ciudad de Los Ángeles, California. Pierce College es uno de los nueve colegios del Distrito de Colegio Comunitario de Los Ángeles (Los Angeles Community College District) y es acreditado a través de la Asociación Occidental de Escuelas y Colegios (Western Association of Schools and Colleges).
La universidad empezó con 70 estudiantes y 18 miembros de facultad en el 15 de septiembre de 1947. Originalmente fue conocido como el Clarence W. Pierce School of Agriculture, el enfoque inicial de la institución era la cultivation y ganadería. Nueve años más tarde, en 1956, la escuela fue rebautizada como Los Angeles Pierce Junior College, reteniendo el nombre de su fundador, el doctor Pierce, así como su compromiso a los estudios agrícolas y veterinarios. (Pierce todavía mantiene una finca de 225 acre (91 hectáreas) para entrenamiento)

## Estudios
Pierce College ofrece cursos en más de 100 temas en 92 disciplinas académicas, y tiene alianzas de transferencia con la mayoría de las universidades en el estado. Alumnos en la escuela usualmente se transfieren escuelas de UC y CSU.
Alumnos pueden seguir cualesquiera de los 44 grados de asociados o 78 Certificados de Consecución que el colegio ofrece.

## Campus

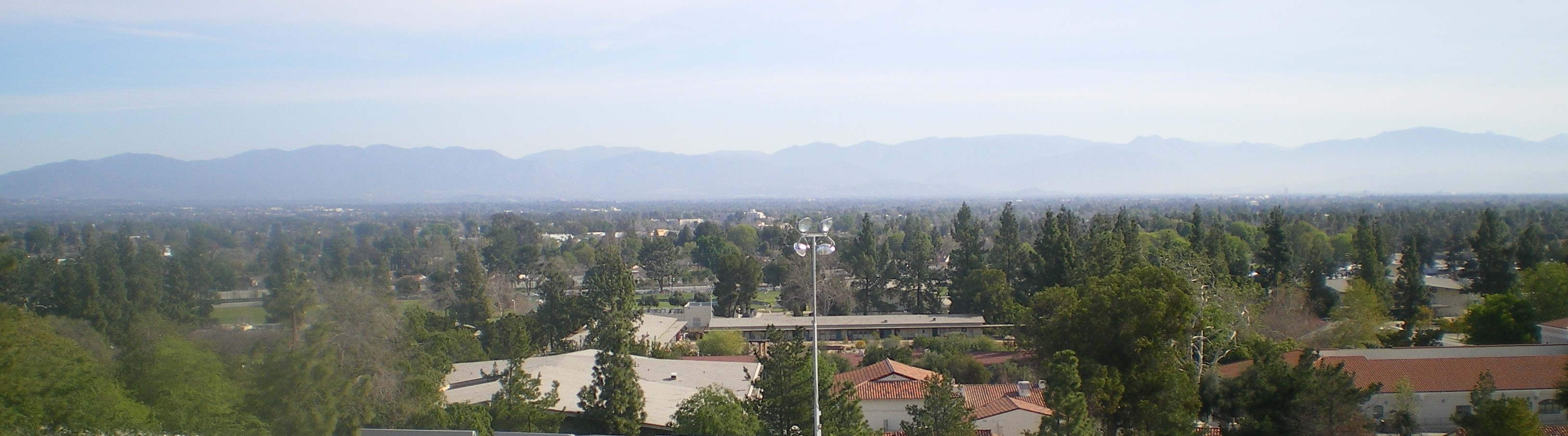
Vista desde el edificio de las artes escénicas, hacia el nordeste del Valle de San Fernando al Montañas de San Gabriel.

Pierce College comprende 426 acres (172 ha) entre una metrópoli densa, una área más grande que muchos campus universitarios, incluyendo el de UCLA. Las tierras son ajardinadas con más de 2.200 árboles, miles de rosas y un jardín botánico de 1,9 acres (0,77 ha). Pierce tiene granjas que albergan rebaños pequeños de ganado, oveja, cabras, un pequeños poultry rebaño, así como una llama y un alpaca para estudios por los alumnos.
En junio de 2017, el Los Angeles Community College District Board Of Trustees votaron para conceder a Pacific Dining, basado en San Francisco, una concesión para servicios de comida, reemplazando varios vendedores pequeños en los cinco colegios de LACCD incluyendo Pierce.

## Estación de tiempo
La estación meteorológica del colegio era una de las primeras en cooperar con el gobierno para proporcionar datos archivados en línea así como siendo una de las estaciones meteorológicas cooperativas operacionales más viejas en el país. Se fundó bajo la dirección del Profesor A. Lee Haines en el 1 de julio de 1949, dos años después de la fundación del colegio. En 2009, la Estación Meteorológica del Colegio Pierce recibió 85.000 $ que se emplearon en comprar sensores nuevos, lo que es raro para estaciones cooperativas en los EE. UU. La Estación Meteorológica organiza visitas para mostrar su equipo y sus funciones a petición de los interesados.

## Atletismo
Pierce College tiene actualmente 11 equipos atléticos, los cuales compiten en la Conferencia Estatal Occidental.
Muchos atletas reciben becas a universidades de cuatro años después de jugar en Pierce—y Pierce tiene algunos de las instalaciones de deportes superiores en el San Fernando Valle.
En 2009 los Brahmas de Pierce ganaron la Conferencia Pacifica Americana, perdiendo en la primera ronda de play-offs de boliche a los National Champs de Mount San Antonio College.